# Rurikiden

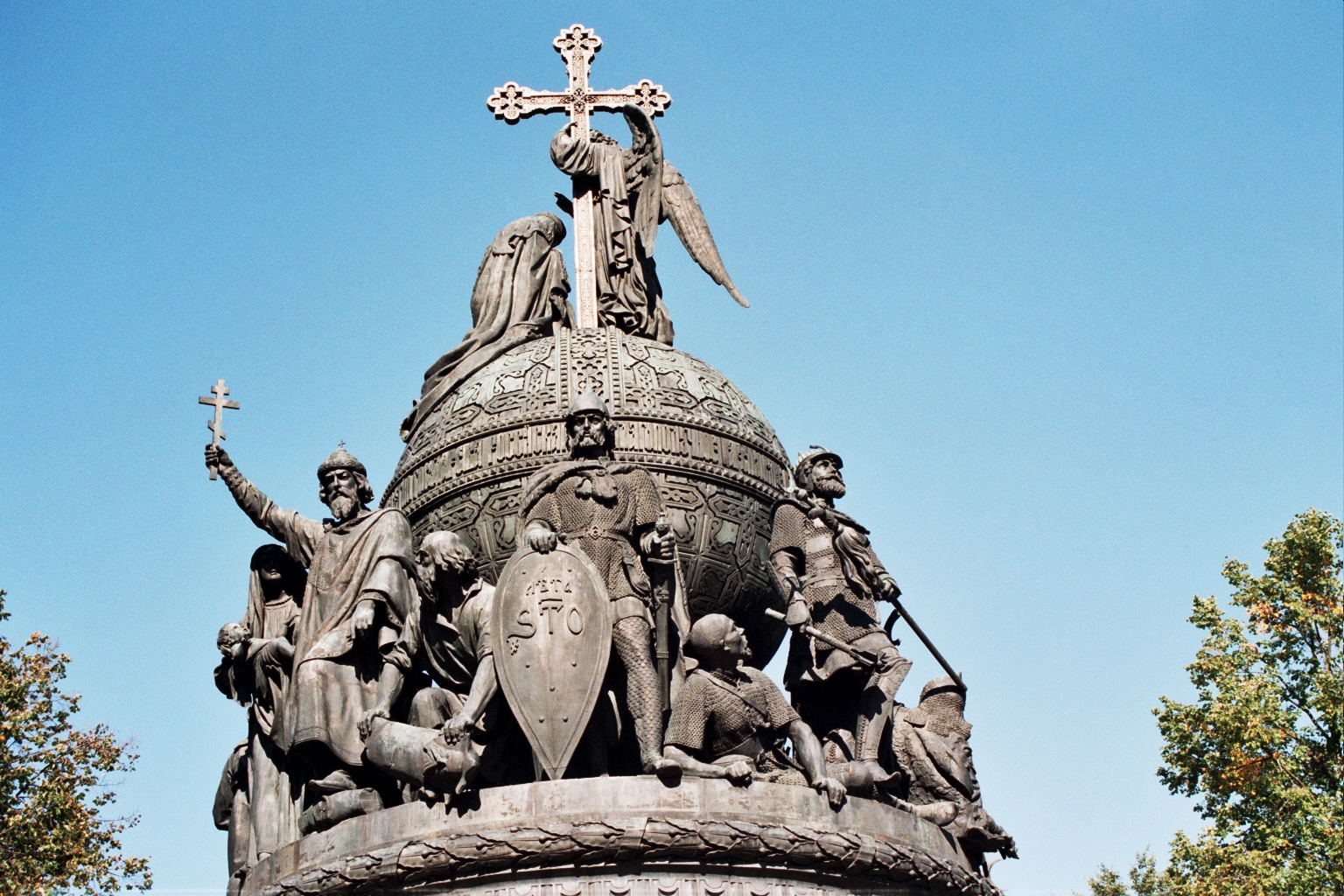
Rurik auf dem Monument Tausend Jahre Russland in Nowgorod. Die Figuren links und rechts sind Wladimir der Heilige und Dmitri Donskoi, seine Nachkommen.

Die Rurikiden (auch Rjurikiden; russisch Рюриковичи Rjurikowitschi; ukrainisch Рю́риковичі Rjurykowytschi; belarussisch Рурыкавічы Rurykawitschy) sind ein altrussisches Fürstengeschlecht, das auf Rjurik zurückgeht, den Gründer des Kiewer Reiches. Sie waren die herrschende Dynastie in der Kiewer Rus. Nach der Mongoleninvasion in den Jahren 1237 bis 1240 verloren sie im Westen ihres ehemaligen Herrschaftsgebietes die Macht an litauische und polnische Monarchen. In der östlichen Rus stellten sie dagegen bis 1598 (und als Seitenzweig Schuiski 1606 bis 1610) die Moskauer Großfürsten und Zaren. Zahlreiche Adelsgeschlechter, die den Rurikiden zuzuordnen sind, existieren noch heute.

## Anfänge

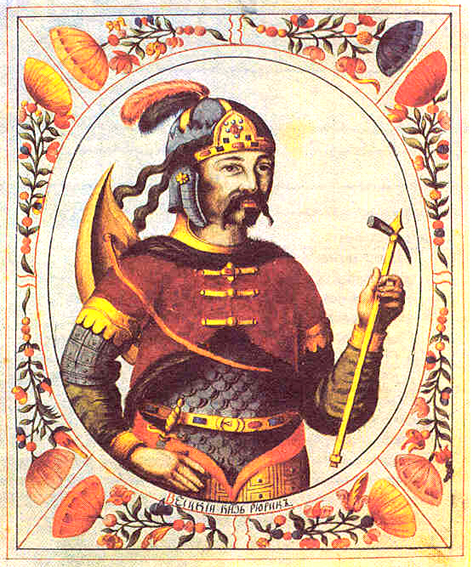
Rjurik (um 830–879) auf einem Gemälde von 1672

Die Geschichte der Rurikiden ist eng mit der russischen und ukrainischen Geschichte verbunden. Gemäß dem Bericht der ersten russischen Chronik „Erzählung der vergangenen Jahre“ (Повесть временных лет) luden die slawischen und finno-ugrischen Stämme, die der Kämpfe gegeneinander überdrüssig waren, im Jahre 862 einen Rus-Fürsten von „jenseits des Meeres“ namens Rurik in der Hoffnung ein, die für alle gemeinsame und allen gleichermaßen fremde Herrschaft werde unter den verfeindeten Seiten Frieden stiften. Rurik gründete eine Dynastie, zu seiner weiteren Tätigkeit in Alt-Nowgorod gibt es jedoch keine Quellen. Nach einer legendären Überlieferung soll Rurik Sohn des warägischen Königs Rufal und der Umila, der Tochter des Nowgoroder Fürsten Gostomysl, gewesen sein. Diese Tatsache sollte seine Machtergreifung in Nowgorod legitimieren. Rurik starb im Jahre 879 und hinterließ seinen minderjährigen Sohn Igor (altnordisch Ingvar; 875/77–945), der unter die Obhut seines Verwandten Oleg (altnordisch Helgi; † 912 oder 922) kam; gemäß der späteren, sich auf keine überlieferten Quellen stützenden Tradition übernahm sein Schwager, der Bruder seiner norwegischen Ehegattin Efanda, die Aufgabe. 882 eroberte Oleg die Stadt Kiew und vereinigte dadurch fast alle ostslawischen Stämme unter seiner Herrschaft. Nach seinem Tode im Jahre 912 regierte Igor nun selbständig als Fürst von Kiew und Nowgorod.
Über Igor und seine Herrschaft sind lediglich Legenden überliefert. Die erste russische Chronik berichtet, dass er im Jahre 945 während einer seiner Raubzüge gegen die Drewljanen von diesen getötet worden sei. Seine Witwe Olga nahm Rache an den Drewljanen und wurde Regentin an Stelle ihres minderjährigen Sohns Swjatoslaw I. (945–971). Der slawische Name des Rurikiden der dritten Generation zeigt, dass das Herrscherhaus bereits weitgehend slawisiert war.
Seit 959 regierte Swjatoslaw I. selbständig und führte eine rege Eroberungspolitik in östliche und südliche Richtungen, bis er 972 von den Byzantinern besiegt und von den Petschenegen getötet wurde. Kurz vor seinem Tod um 970 teilte er sein Herrschaftsgebiet unter seinen drei Söhnen: Der ältere, Jaropolk I. (um 959–980), sollte nach seinem Tode Kiew erben und die Oberhoheit über seine Brüder erhalten, der mittlere, Oleg († 977), die Gebiete der Drewljanen, das spätere Fürstentum Turow-Pinsk, und dem jüngeren, Wladimir I. (nach 962–1015) wurde Nowgorod zuteil. Gleich nach dem Tode des Vaters entbrannten Kämpfe unter den Brüdern, deren erstes Opfer im Jahre 977 Oleg wurde. Im Jahre 980 besiegte schließlich Wladimir seinen älteren Bruder Jaropolk I. und wurde zum Alleinherrscher.

## Blütezeit und das Problem der Thronfolge (980–1132)

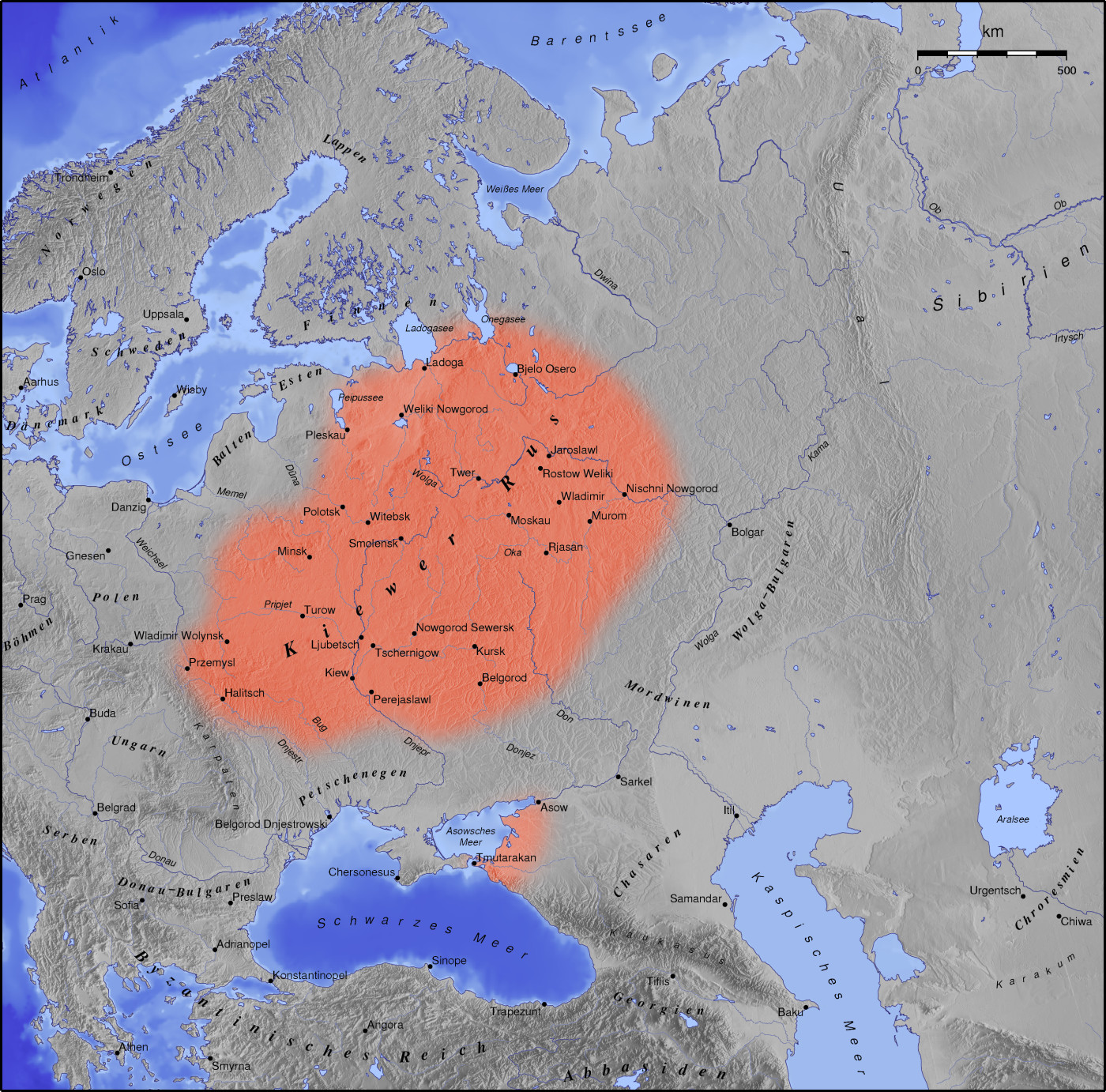
Die Kiewer Rus um 1000

Die Regierung Wladimirs I. (980–1015) bescherte dem Kiewer Reich eine Blütezeit. Zu seinem Hauptverdienst gehörten vor allem die Annahme des christlichen Glaubens und die Taufe der „ganzen Rus“ im Jahre 988, wofür er den Ehrenbeinamen „der Apostelgleiche“ erhielt. Eine Siedlungsbewegung erfasste die Peripherie der alten Kiewer Rus. Bereits zu seinen Lebzeiten verlieh Wladimir Teile seines Reiches als Apanagen: seinem Neffen Swjatopolk, dem Sohn des von ihm abgesetzten Jaropolk I., gab er Turow; seinem Sohn Isjaslaw aus der Ehe mit der Polozker Fürstentochter Rogneda überließ er ca. 988 Polozk, das Fürstentum dessen Großvaters mütterlicherseits, der hier eine neue von den Kiewer Fürsten faktisch unabhängige Fürstendynastie gründete; sein Sohn Jaroslaw wurde Fürst von Nowgorod. Andere Söhne Wladimirs bekamen auch Apanagen mit den Zentren in Rostow, Murom, Smolensk, Tschernigow, Wolyn und Pskow.
Die Mitglieder des rurikschen Hauses betrachteten das von ihnen beherrschte Territorium der ostslawischen Stämme als ihr Familien- oder Stammeseigentum. Alle Mitglieder dieses Hauses hatten das Recht auf einen „Teil“ des „russischen Landes“. Solange der Großfürst nur einen erbberechtigten Sohn hatte, verliefen Nachfolge und Machtübernahme durch die nächste Generation reibungslos. Diesen Zustand hat es allerdings nur innerhalb der beiden auf Rurik nachfolgenden Generationen gegeben. Bereits unter den Söhnen Swjatoslaws I., der drei erbberechtigte Söhne hinterließ, entbrannte der Machtkampf, der mit der Beseitigung der beiden älteren Brüder endete. Der aus diesem Machtkampf als Sieger hervorgegangene Wladimir I. hatte vierzehn Söhne, die bereits zu seinen Lebzeiten in verschiedenen Teilen des Reiches als Statthalter Macht ausübten. Drei von ihnen starben noch zu Wladimirs Lebzeiten, doch nach dessen Tod brach unter den verbliebenen elf ein blutiger Kampf aus. Der Sieger Jaroslaw I. (982/83–1054) hatte zum Zeitpunkt seines Todes fünf Söhne, die ebenfalls einander bekämpften. Der Kampf um Kiew und um den „Anteil am russischen Land“ unter den Rurikiden wurde zum stetigen Paradigma der russischen Geschichte und zum Problem der Dynastie, deren Mitglieder von Generation zu Generation immer zahlreicher wurden.
Das Hauptproblem lag darin, dass die souveräne Macht im Staat und innerhalb der Dynastie stets dem Ältesten in der Familie gehörte. Dieser saß auf dem Großfürstenthron von Kiew, alle anderen Rurikiden regierten als Teil-Fürsten bestimmte Gebiete des Reiches. Wenn der Großfürst starb, der für alle Mitglieder seines Hauses an Vaters statt war, ging die Großfürstenwürde nicht auf seinen ältesten Sohn über, sondern auf den Ältesten im gesamten Stamm der Rjurikiden. Dieser neue Älteste der Familie begab sich auf den „ältesten Thron“, den in Kiew. Die Personenveränderung auf diesem Thron hatte zur Folge, dass alle Mitglieder der Dynastie von den weniger wichtigen in bedeutsamere Fürstentümer nachrückten, näher an den „älteren Thron“, den sie irgendwann besteigen wollten, wenn sie der Älteste der gesamten Dynastie wären. Bei jeder neuen Thronbesteigung in Kiew geriet somit das ganze riesige Reich in Bewegung, die nur selten, eigentlich nie, reibungslos verlief.

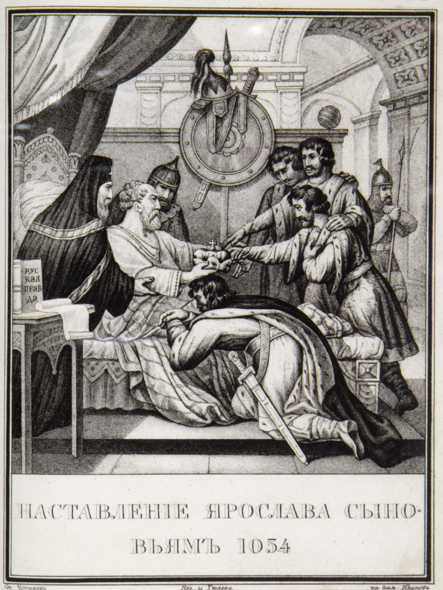
Jaroslaw der Weise und seine Söhne

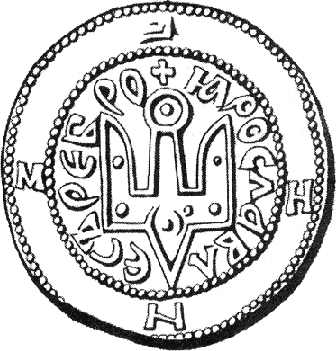
Persönliches Siegel von Jaroslaw dem Weisen

Um nach seinem Tode den Ausbruch von Kämpfen unter seinen Söhnen zu verhindern, regelte Jaroslaw die Nachfolge gemäß dem Senioratsprinzip: die Fürstensitze wechselten nach der Altersordnung der Familienmitglieder mit der Herrschaft ab. Jaroslaw I. bestimmte, dass der Großfürstenthron immer dem älteren in der fürstlichen Familie vorzubehalten ist. Von dieser Regelung wurden alle anderen Apanagen abhängig. Sein ältester Sohn, Isjaslaw I., sollte nach seinem Tode Kiew mit Nowgorod, Turow und Pinsk sowie die Oberherrschaft über seine Brüder „an Vaters statt“ als Großfürst erben. Der zweite Sohn, Swjatoslaw II., erhielt das Fürstentum Tschernigow mit Murom und Rjasan. Wsewolod I., der dritte Sohn, bekam Perejaslawl mit Rostow und Susdal, der vierte, Wjatscheslaw, Smolensk, und der jüngste, Igor, Wolyn. Jaroslaws Enkel Rostislaw, der Sohn seines älteren, jedoch zu Lebzeiten des Vaters verstorbenen Sohnes Wladimir († 1052), blieb von dieser Regelung unberücksichtigt. Er wurde 1064 aus dem Galitscher Land, das er zu erobern versuchte, verdrängt. Seine Söhne kämpften bis in die Mitte der 1080er Jahre um ihren „Anteil der russischen Erde“, bis sie endlich ihre Apanagen im Galitscher Land erhielten.
Wenn diese Regelung in der Generation der Söhne Jaroslaws I. noch einigermaßen funktionierte, wurde sie bereits in der Generation seiner Enkel aufs Heftigste umstritten. Im Laufe des 11. Jahrhunderts nahm die Zahl der Nachkommen Jaroslaws I. rapide zu. Viele von diesen starben, bevor sie den Kiewer Thron besteigen konnten. Die Söhne, deren Väter auf dem Kiewer Thron starben, bestritten das Recht ihrer Vettern auf denselben, deren Väter sozusagen „in der Warteschleife“ gestorben waren, ohne den „ältesten Thron“ je bestiegen zu haben. Dies führte zu permanenten Streitigkeiten um die Thronfolge in Kiew sowie in allen anderen russischen Fürstentümern.
Diesem Problem versuchte die Generation der Enkel Jaroslaws entgegenzuwirken. Die unaufhörlichen inneren Streitigkeiten und Kriege wurden umso gefährlicher, als die russischen Fürstentümer sich mehr und mehr einer wachsenden Bedrohung von Seiten der Kumanen (Polowcer) gegenübersahen. Im Jahre 1097 auf einem Fürstentag in Ljubetsch, der auf Initiative des Großfürsten Swjatopolk II. und Wladimir Monomachs, damals noch Fürst von Smolensk und Perejaslawl, einberufen worden war, einigten sich die russischen Fürsten auf den Grundsatz, dass „jeder in seines Vaters Erbteile regiere“, dass aber das Recht des älteren im rjurikschen Geschlechte auf den Großfürstenthron von Kiew erhalten bleibe. Der Fürstentag von Ljubetsch erzielte jedoch nicht die beabsichtigte Wirkung: Die Fürstenlinien, die nun auf Erblichkeit ihrer Apanagen beharrten, teilten sich weiter, die Kämpfe um Kiew blieben nicht weniger erbittert. Lediglich solche außerordentlich weisen und tüchtigen Großfürsten wie Wladimir II. Monomach († 1125) und sein Sohn Mstislaw I. († 1132) konnten noch die Autorität des Großfürsten gegenüber den mehr und mehr unabhängig werdenden Teilfürsten wahren. Unter den Urenkeln Jaroslaws wurde das Reich zu einem Konglomerat von mehr oder weniger von Kiew unabhängigen Fürstentümern. Der Großfürst von Kiew wurde zwar weiterhin als Haupt der Fürstenhierarchie der Rus betrachtet, doch blieb seine Macht über die anderen Mitglieder der Dynastie und somit über bedeutende Teile des Reiches nur nominell.

## Niedergang der Rus
Bis 1139 befand sich das  Großfürstentum in den Händen der Monomachos-Linie der Dynastie: Dem Großfürsten Mstislaw I. folgten seine Brüder Jaropolk II. (1132–1139) und Wjatscheslaw (1139). Letzterer wurde von dem Tschernigower Fürsten Wsewolod abgesetzt, der als Großfürst Wsewolod II. bis zum Jahre 1146 regierte. Sein Bruder Igor (1146–1147) wurde von dem wolhynischen Fürsten Isjaslaw ermordet, der als Isjaslaw II. (1146–1154) den Großfürstenthron bestieg. 1149 trat in den Kampf um Kiew ein weiterer Sohn Wladimir Monomachs in Person von Juri Dolgoruki ein. Ihm gelang es (1149–1151) und (1155–1157), sich des Kiewer Thrones zu bemächtigen. Die Stadt Kiew befand sich zu diesem Zeitpunkt allerdings bereits im Niedergang und hatte einen Teil ihrer Bedeutung vor allem an Nowgorod verloren. Juri Dolgoruki gilt als der Gründer Moskaus. Die Zwistigkeiten innerhalb der Monomachos-Linie trugen dazu bei, dass sich sein Sohn Andrei Bogoljubski neben Isjaslaw III. (1157–1159) (Tschernigower Linie), Rostislaw (1159–1167) (Smolensker Linie) und Mstislaw II. (1167–1169) (Perejaslawer Linie) behaupten musste.
Juri Dolgorukis Sohn, Andrei Bogoljubski (1169–1174), behielt zwar den Großfürstentitel von Kiew, konzentrierte seine Herrschaft ansonsten aber auf das Susdaler Land und dessen Hauptstadt Wladimir, die er repräsentativ ausbauen ließ. Wladimir stieg zum Großfürstensitz und Zentrum der Kiewer Rus auf, während die Bedeutung Kiews mehr und mehr sank. Andrei Bogoljubski installierte dort auf dem Thron seinen jüngeren Bruder Gleb (1169–1171). Als die Fürsten von Galizien Kiew wieder in seine alte Rolle zurückbringen wollten, ließ Andrei im Jahr 1169 die Stadt sogar durch seinen Bruder Mstislaw plündern.
Auf dem Kiewer Thron folgte Wladimir III., einer der jüngeren Söhne des Großfürsten Mstislaw I., doch starb er bereits am 30. Mai 1171. Danach ergriff, ebenfalls wie Wladimir III. ohne Zustimmung des Wladimir-Susdaler Fürsten, ein anderer Bruder des Andrei Bogoljubski, Michael, die Macht in Kiew. Andrei zwang seinen Bruder, seinen Platz dem Fürsten Roman von Smolensk († 1180) abzutreten. Allerdings vertrieb Andrei auch diesen bereits im Jahre 1173 und setzte in Kiew seinen anderen Bruder Wsewolod (Wsewolod III.) ein. Nach der Ermordung Andrei Bogoljubskis († 29. Juni 1174) gelang es dem Fürsten Roman von Smolensk, erneut den Großfürstenthron von Kiew zu erobern. 1176 unternahm er einen missglückten Feldzug gegen die Polowzen und musste auf Kiew verzichten. Nachfolger wurde der Tschernigower Fürst Swjatoslaw (Swjatoslaw III.), der bis zu seinem Tod im Jahre 1194 (mit einer kurzen Unterbrechung im Jahre 1181) als Großfürst von Kiew regierte. Er widmete alle seine Kräfte dem Kampf gegen die Polowzen und erreichte dabei beträchtliche Erfolge. Es gelang ihm, die südrussischen Gebiete gegen die ständigen Einfälle der Nomaden zu schützen.

Die russischen Fürstentümer im Jahr 1237

Nach dem Tode Swjatoslaws III. setzte der endgültige Zerfall des Kiewer Reiches ein. Die fürstlichen Fehden während der folgenden vierzig Jahre wurden begleitet von verheerenden Überfällen der Kumanen (Polowzer) und setzten sich bis zur mongolischen Eroberung Kiews im Jahr 1240 fort.
Nach der Schlacht am Irpen im Jahr 1321 wurde Kiew zum Objekt der litauischen Aggression unter Gediminas und 1362 unter Algirdas (Olgerd) dem Großfürstentum Litauen einverleibt.
Nachdem der südwestliche Teil Russlands unter litauische Herrschaft geraten war, wurden die Fürstentümer Tschernigow (1370) und Smolensk (1404) liquidiert und Litauen eingegliedert. Die kleineren Teilfürsten, wie z. B. die Werchower Fürsten (an den Oberläufen der Oka) aus dem tschernigowschen Hause oder einige Teilfürsten aus dem Smolensker Hause wie die von Wjasma, Koselsk etc. konnten ihre souveränen Rechte behalten.

## Großfürsten von Wladimir
Im Nordosten Russlands behielten die Rurikiden die Großfürstenwürde. Die Rostow-Susdaler Linie, die die Großfürstenwürde von Wladimir innehatte, war hier führend. Zwei Jahre nach der Ermordung des ersten Großfürsten Andrei Bogoljubski folgte ihm sein Halbbruder Wsewolod III. (1176–1212) auf dem Thron. Unter seiner vergleichsweise langen Regierung erlebte Wladimir-Susdal eine Blütezeit. Wsewolod konnte nicht nur die Herrschaft im eigenen Fürstentum sichern, sondern auch unangefochten die Nachfolge der einstigen Hegemonialmacht Kiew antreten. Benachbarte Fürsten erkannten ihn als Oberherrscher an. Kurz vor seinem Tod rief Wsewolod 1211 eine Versammlung aus Adligen, Geistlichkeit und Stadtbürgern ein, von der er sich eine Durchbrechung des Senioratsprinzips absegnen lassen wollte. Es gelang ihm jedoch nicht, seinen jüngeren Sohn Juri als Nachfolger durchzusetzen. Nach Wsewolods Tod riss zunächst der ältere Bruder Konstantin die Macht an sich. Juri folgte erst (1218–1238) als Großfürst Juri II. Er gründete 1221 Nischni Nowgorod und fiel 1238 bei dem Versuch, die durch ganz Russland vorwärts drängenden Mongolen aufzuhalten. Auch Wladimir kam unter die Herrschaft der Mongolen. Damit war die kurze Blütezeit des Großfürstentums vorerst beendet. Der russische Nordosten zerfiel nach Juris Tod wieder, mit Ausnahme der kurzen Wiederherstellung der Zentralmacht unter Alexander Newski.

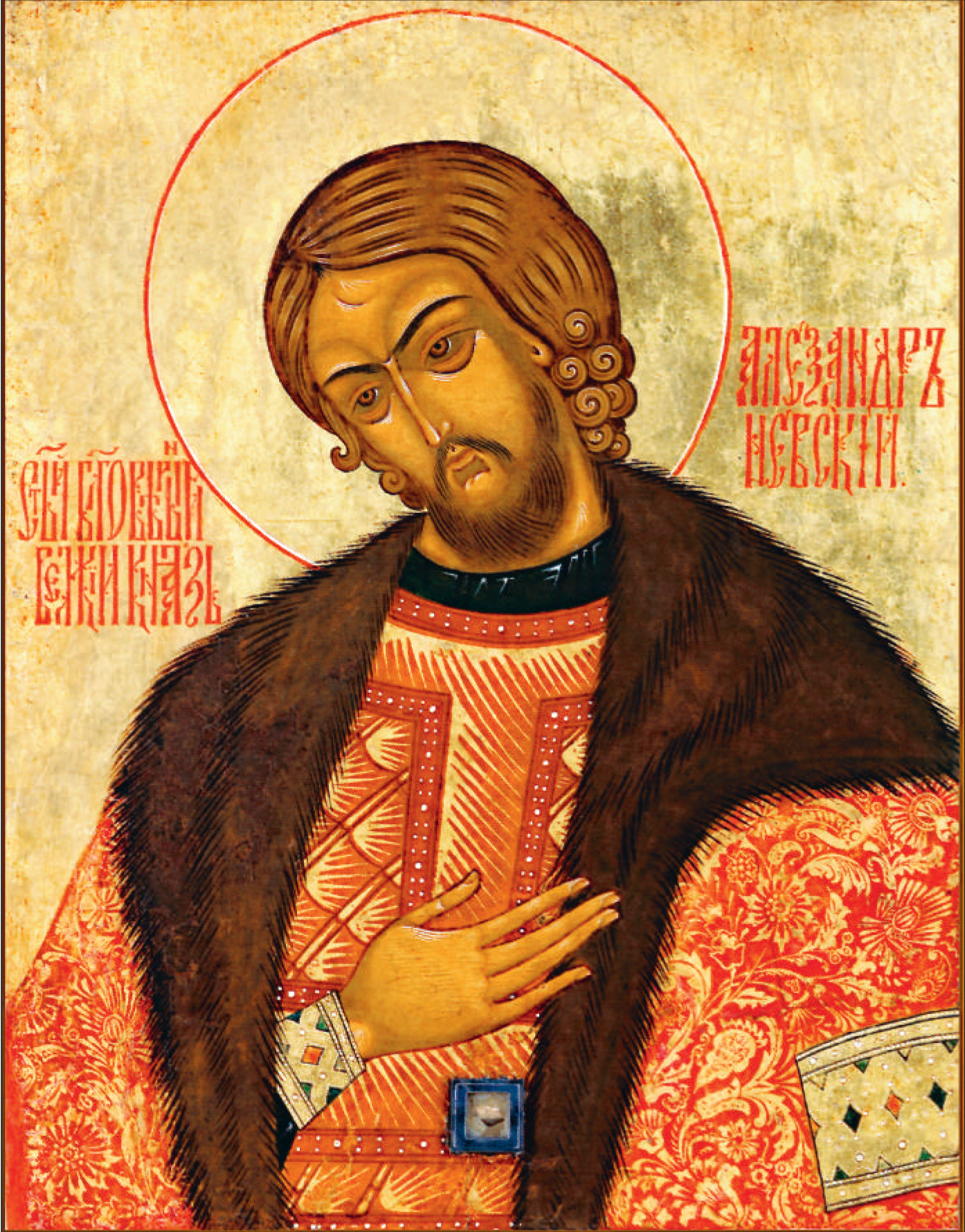
Alexander Newski

Die Nachfolge Juris II. als Großfürst traten entsprechend dem Senioratsprinzip seine jüngeren Brüder Jaroslaw II. (1238–1246) und Swjatoslaw III. (1246–1248) an. Jaroslaws Söhne protestierten beim Mongolenherrscher Batu Khan, bei dem sich alle russischen Fürsten ihre Herrschaft von den Mongolen genehmigen lassen mussten. Swjatoslaw wurde abgesetzt und seine Neffen Andrej II. (1248–1252) und Alexander Newski (1252–1263) traten die Thronfolge als Großfürsten an. Dabei erhielt Alexander die Kiewer Großfürstenwürde – er wurde dadurch zum nominellen Souverän Russlands. Seinen jüngeren Bruder Andrej dagegen machte der Khan zum Großfürsten von Wladimir und stattete diesen somit mit viel größeren und effektiveren Machtressourcen als Alexander aus. Alexander Newski wurde 1252, nach der Aufdeckung der Verschwörung seines Bruders gegen die Mongolenherrschaft und dessen Flucht ins Ausland, auch Großfürst von Wladimir.
Unter der Herrschaft seiner Brüder Jaroslaw III. (1263–1272) und Wassili (1272–1276) begann ein Prozess des Niedergangs der Großfürstenwürde und der Stadt Wladimir. Twer und Nowgorod, später auch Moskau, wurden die wichtigsten Städte. Während der Regentschaft von Jaroslaws Sohn, des Großfürsten Michail (1304–1318), begann der Kampf um die Vorherrschaft im Rostow-Susdaler Land. Die Auseinandersetzungen entzündeten sich an der Großfürstenwürde. Nach einem Scheinerfolg gegen seinen Konkurrenten, den Fürsten Juri I. von Moskau, unterlag Michail und wurde ermordet. Juri wurde 1318 als erster Moskowiter Fürst Großfürst (Juri III.), die Würde war jedoch von kurzer Dauer. 1322 wurde Juri durch Michails Sohn Dimitri wegen Unterschlagung von Tribut angezeigt. Der Khan entzog ihm daraufhin die Großfürstenwürde von Wladimir. Michails Söhne Dimitri II. (1322–1326) und Alexander II. (1326–1327) waren die letzten Großfürsten von Wladimir aus dem Rostow-Susdaler Zweig der Rurikiden. Ebenso wie ihr Vater Michail verloren sie durch Usbek Khan der Goldenen Horde ihre Herrschaft und ihr Leben.
Ihre Nachkommen behielten das für Alexander Newski eingerichtete Fürstentum Twer, unterlagen jedoch im Kampf gegen die mongolische Herrschaft. 1327 war es in Twer und anderen Städten des Fürstentums zu einem Aufstand gekommen, der von den Mongolen brutal niedergeschlagen wurde. Die Khane förderten die feudale Zersplitterung von Twer. In der zweiten Hälfte des 14. Jahrhunderts spalteten sich die Fürstentümer Kaschin, Cholm, Mikulin und Dorogobusch von Twer ab und zerfielen in der Folge in noch kleinere Fürstentümer. Die Herrschaft der Rurikiden von Twer endete 1485 mit der Eroberung durch Zar Iwan III. und der Auflösung des Fürstentums.

## Aufstieg der Moskauer Rurikiden
Der Kiewer Großfürst Juri Dolgoruki ließ 1156 die neugegründete Stadt Moskau, die am Rande seines Herrschaftsgebietes lag, mit einer hölzernen Wehranlage als Festung ausbauen, die Keimzelle des heutigen Moskauer Kremls. Nach dem Tod von Alexander Newski, dem Großfürsten von Wladimir, im Jahr 1263 wurde dessen jüngstem Sohn Daniel aus dem väterlichen Erbe das damals unbedeutende Teil-Fürstentum Moskau zugesprochen. Dieses war noch kleiner als das heutige Stadtgebiet und besaß neben Moskau keine weitere Stadt. 1302 erbte Daniel von seinem kinderlos verstorbenen Neffen Iwan Dmitrijewitsch, dem Sohn seines Bruders Dimitri I., das Fürstentum Pereslawl-Salesski, das dauerhaft mit Moskau verbunden blieb und entscheidend zu dessen Aufstieg beitrug. 1303 starb Daniel und fand seine letzte Ruhestätte in dem von ihm gegründeten Danilow-Kloster, welches heute das geistliche Zentrum der russisch-orthodoxen Kirche und Sitz des Patriarchats von Moskau und ganz Russland ist. Die Moskauer Linie der Rurikiden betrieb die Politik des Sammelns der russischen Erde und verleibte die umliegenden Gebiete nach und nach ihrem Herrschaftsbereich ein, um einen zentralisierten russischen Staat zu bilden.
Daniels ältester Sohn, Fürst Juri I. von Moskau, suchte in Konkurrenz zu den Großfürsten von Wladimir und den Fürsten von Twer das Bündnis mit den Mongolen. Sein Erfolg, die Großfürstenwürde von Wladimir zu erlangen, war, wie bereits erwähnt, nur kurzfristig und kostete ihm 1325 das Leben. Sein Bruder Iwan Kalita erreichte durch die Verlegung des Metropolitensitzes von Wladimir nach Moskau 1326 die endgültige Anerkennung der Vorherrschaft Moskaus über die gesamte Rus. Im Jahr 1327 unterstützte er die Mongolen bei der blutigen Niederschlagung des Aufstandes im Fürstentum Twer und wurde nach der Absetzung Alexanders II. durch den Khan 1328 zum Großfürsten von Wladimir bestimmt. Auf Iwans Söhne Simeon (1341–1353) und Iwan II. (1353–1359) folgte 1359 im minderjährigen Alter Dimitri Donskoi, der Sohn des letzteren. Fürst Dimitri Konstantinowitsch von Susdal nutzte seine Chance und ließ sich vom Khan der Goldenen Horde als Großfürst Dimitri III. von Wladimir (1360–1362) einsetzen. Die Moskauer Regierung unter Leitung des Metropoliten Alexej intervenierte beim Großkhan und erreichte, dass 1362 die Großfürstenwürde an Dimitri Donskoi übertragen wurde. Seit dieser Zeit blieb der Großfürstentitel der Moskauer Rurikiden erblich. Dimitri Donskoi heiratete 1367 Jewdokija (Eudoxia), die Tochter seines einstigen Widersachers Dimitri III., der als Entschädigung 1365 zum Großfürsten von Nischni Nowgorod erhoben wurde.
Aus den kriegerischen Auseinandersetzungen Dimitri Donskois gegen die Litauer und zum Ende seiner Herrschaftszeit auch gegen die Mongolen (Schlacht auf dem Schnepfenfeld), ging das Großfürstentum Moskau als Hegemonialmacht Russlands hervor. Sein Sohn, Großfürst Wassili I. von Moskau (1389–1425), eroberte 1392 Nischni Nowgorod und erweiterte seinen Herrschaftsbereich um weitere Gebiete. Wassili II. von Moskau (1425–1462) war beim Tod seines Vaters ebenfalls minderjährig und sah sich, wie seinerzeit sein Großvater, mit Thronansprüchen anderer Rurikiden konfrontiert. Die Auseinandersetzungen mit seinen nächsten Verwandten, seinem Onkel Fürst Juri Dmitrijewitsch von Galitsch und Swenigorod und dessen Söhnen, gipfelten 1433 in der Eroberung Moskaus und der Gefangennahme Wassilis. In den folgenden zwanzig Jahren, die durch vernichtende Kämpfe innerhalb der Verwandtschaft und mit den Tataren geprägt waren und Wassili das Augenlicht kosteten, stärkte er durch Beseitigung vieler bestehenden Kleinfürstentümer die Macht des Großfürstentums Moskau.

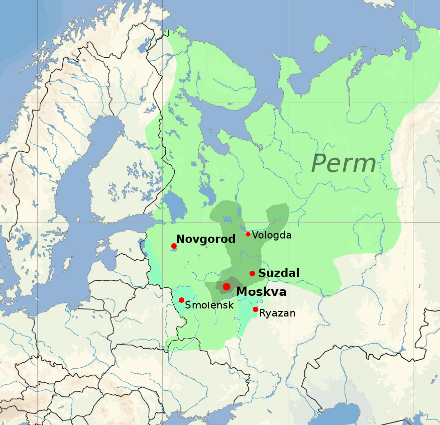
Ausdehnung des Großfürstentums Moskau von 1390 bis 1533

Iwan III. von Moskau (1462–1505) benutzte 1478 zum ersten Mal in der russischen Geschichte den Titel Zar. In seiner langen Regierungszeit vervierfachte er die Größe des Großfürstentums Moskau, unter anderem durch die gewaltsame Annexion der Republik Nowgorod, des Großfürstentums Twer und Tschernigows. 1480 gelang es ihm mit der Aufstellung seiner Truppen an der Ugra sich von der Oberherrschaft der Goldenen Horde zu befreien. Durch den Sieg über das Großfürstentum Litauen in der Schlacht an der Wedrosch wurde 1503 ein Drittel der Staatsfläche des litauischen Großfürstentums dem Territorium Moskaus angegliedert. Einen bedeutenden Stabilitätsfaktor der rurikidischen Herrschaft schuf Iwan III. durch die Abschaffung des Senioratsprinzips, was mehrere seiner Vorgänger bereits versucht hatten, und die Einführung der Primogenitur. Sein Sohn, Großfürst Wassili III. von Moskau (1505–1533), gilt als Vollender der Einigung der russischen Lande. Er eroberte 1510 die Republik Pskow, 1514 Smolensk und 1521 das Fürstentum Rjasan, das letzte bedeutende russische Teilfürstentum. Iwan Iwanowitsch, der letzte Fürst von Rjasan, starb 1534 in Moskauer Gefangenschaft. Wassilis Sohn Iwan IV. (1533–1584), der in die Geschichte als Iwan der Schreckliche eingehen sollte, stand während seiner Minderjährigkeit unter Regentschaft, seit dem Tod seiner Mutter 1538, unter der der Bojaren-Familie Schuiski. Diese rurikidische Nebenlinie stammt in direkter Linie von Großfürst Dimitri III. von Wladimir ab und hatte bis 1392 über Nischni Nowgorod und Susdal geherrscht. Nachdem sie ihr Herrschaftsgebiet an das Großfürstentum Moskau verloren hatten, nahmen sie nach 1403 den Namen Schuiski (Шуйский) an, der von ihrem Familienbesitz Schuja abgeleitet ist.

## Rurikiden auf dem russischen Zarenthron

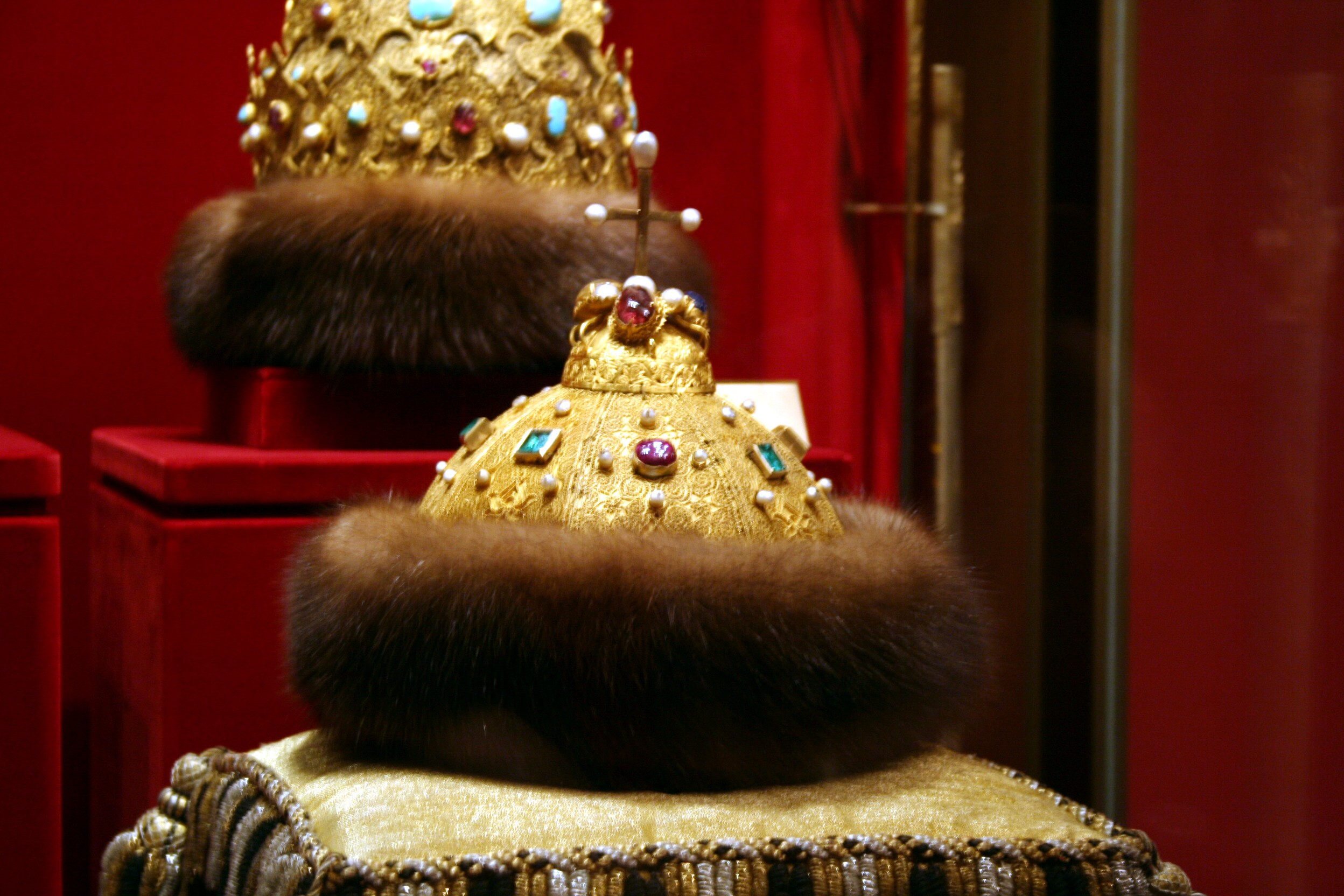
Die Mütze des Monomach

1547 ließ sich Großfürst Iwan IV. von Moskau (Iwan der Schreckliche) mit Übernahme der Alleinherrschaft als Erbe der byzantinischen Kaiser zum „Zaren aller Russen“ krönen. Unter Iwans Herrschaft wurden die Tatarenkhanate Kasan, Astrachan und Sibirien erobert, womit Russland erstmals zu einem Vielvölkerstaat wurde. Iwan nahm auch den Titel „Zar von Kasan, von Astrachan und von Sibirien“ an. Die Moskauer Rurikiden herrschten bis 1598 über Russland, danach war kurzzeitig Wassili IV. aus dem Hause Schuiski an der Macht (1606–1610), einer Nebenlinie der Rurikiden.
Auch heute leben mehrere Fürstengeschlechter fort, die von Rurik abstammen.

## Großfürstliche Hauptlinien des Hauses Rurik
- Großfürsten von Kiew (862/912–1125)
- Fürsten von Polozk (Isjaslawitschi)
- Fürsten von Galitsch (1. Haus: Wladimirowitschi)
- Fürsten von Turow-Pinsk
- Fürsten von Tschernigow (Swjatoslawitschi)
- Fürsten von Murom-Rjasan, ab 1349 Großfürsten von Rjasan (Jaroslawitschi I)
- Fürsten von Perejaslawl (Monomachowitschi)
- Fürsten von Galitsch (2. Haus) und Wolhynien (Mstislawitschi), seit 1253 Könige der Rus, siehe Rex Russiae
- Fürsten von Smolensk (Rostislawitschi)
- Fürsten von Rostow-Susdal, ab 1157 Großfürsten von Wladimir (Jurjewitschi)
  - Fürsten von Moskau, zwischen 1547 und 1598 Zaren von Russland (Alexandrowitschi)
  - Fürsten von Jaroslawl
  - Fürsten von Nischni Nowgorod-Susdal (Andrejewitschi bzw. Schuiski), zwischen 1606 und 1610 Zaren von Russland
  - Fürsten von Twer (Jaroslawitschi II)

## Geschlechter, die traditionsgemäß dem Rurik-Stamme zugeschrieben werden
Bei den rurikidischen Adelsfamilien handelt sich um die Geschlechter, deren Abstammung von den Rjurikiden strittig oder nicht erwiesen ist, die jedoch eine kaiserlich-russische Bestätigung einer solchen Abstammung nebst dem Wappen mit Fürstenhut und Fürstenmantel erhielten. Es sind also die Familien, die in den meisten Nachschlagewerken zur Genealogie der Rjurikiden zu finden sind. Den größten Teil dieser Familien bilden die Geschlechter, denen die Abstammung aus der Smolensker Linie zugeschrieben wird. Manche Wissenschaftler halten die Abstammung der Häuser Oginski und Puzyna von den Rjurikiden als ebenfalls nicht erwiesen.